# Bed-in for Peace

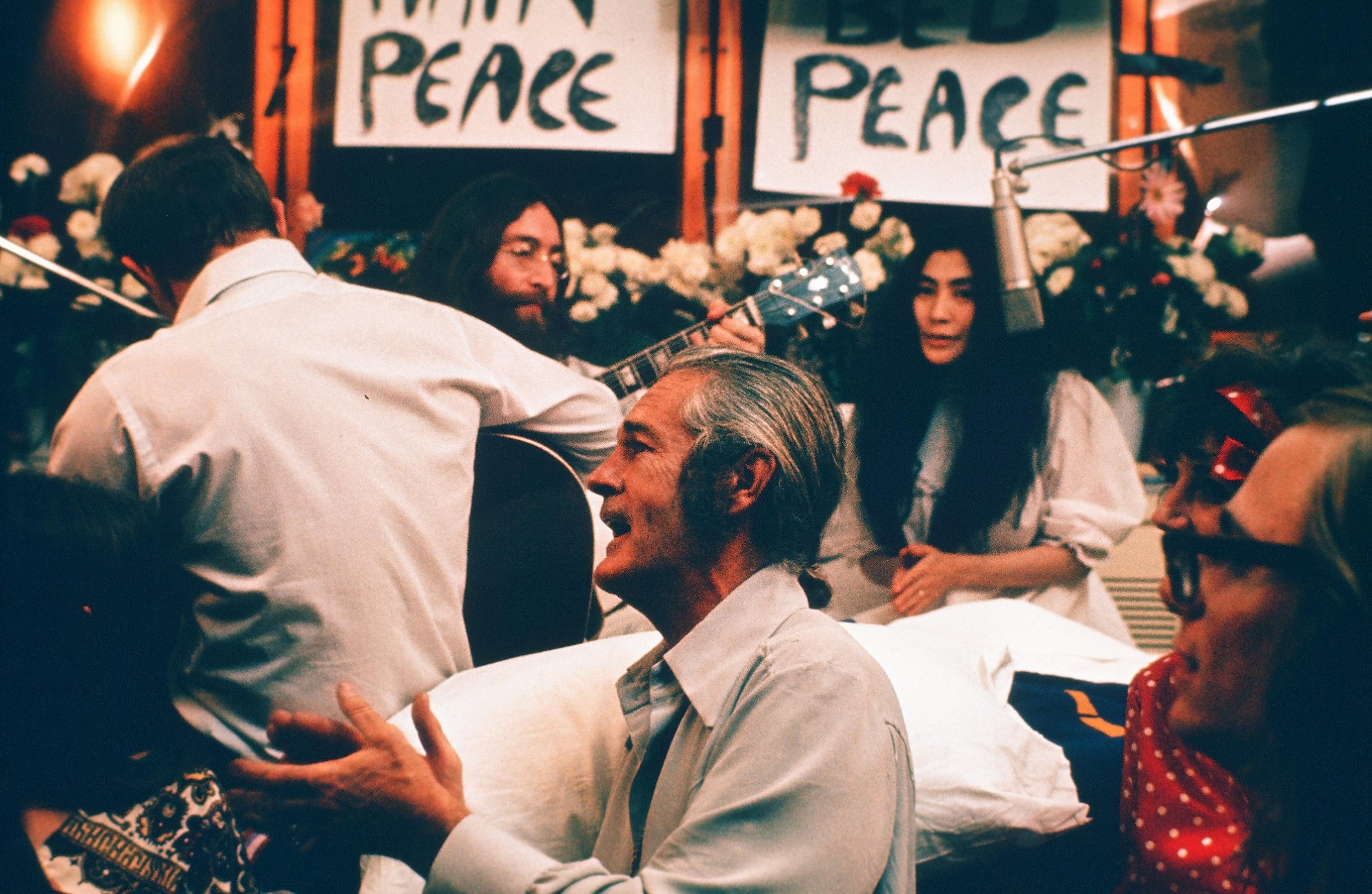
Enregistrement de Give Peace a Chance lors du bed-in de Montréal.

Les Bed-Ins for Peace (que l'on peut traduire par « Au lit pour la paix ») sont les deux événements médiatiques tenus par l'artiste plasticienne Yoko Ono et son époux John Lennon, toujours membre des Beatles, à Amsterdam et à Montréal au printemps 1969. En pleine guerre du Viêt Nam, le couple tient à protester contre les guerres et fait ainsi la promotion de la paix. Le hit pacifique Give Peace a Chance est ainsi enregistré en direct avec les participants présents dans la suite de l'hôtel Reine Elizabeth à Montréal où le couple s'expose en pyjamas. John Lennon raconte ces évènements en chanson dans le titre des Beatles
The Ballad of John and Yoko, publié fin mai 1969.

## Le «bed-in» d’Amsterdam
Sachant que leur mariage  du 20 mars 1969 à Gibraltar allait être très médiatisé, John Lennon et Yōko Ono décident de profiter de l'occasion pour promouvoir la paix dans le monde. Ils  passent leur lune de miel dans la suite présidentielle (chambre 702) à l'hôtel Hilton d'Amsterdam aux Pays-Bas pour une semaine, entre le 25 et le 31 mars 1969. Le couple invite les journalistes du monde dans sa chambre tous les jours de 9 h à 21 h. Le marchand d'art Nico Koster, jeune photographe à l'époque, est invité par Lennon pour une séance de prises de vue en privé. On peut voir maintenant vingt-quatre de ces photographies en noir et blanc sur le site Internet que Koster a consacré au bed-in d’Amsterdam.
Après la sortie de l'album Two Virgins, où le couple apparaît nu sur la couverture, les journalistes s'attendaient à ce qu'ils aient des rapports sexuels en public, mais le couple reste sagement assis sur le lit nuptial, et parle de paix en dessous de deux grandes pancartes avec comme inscriptions : « Hair Peace » et « Bed Peace ». Après sept jours, John et Yōko se rendent à Vienne, où ils tiennent une conférence de presse à la manière « bagism ».
Lennon raconte ensuite ces évènements dans la chanson des Beatles The Ballad of John and Yoko publiée en single fin mai 1969.

## Le «bed-in» de Montréal

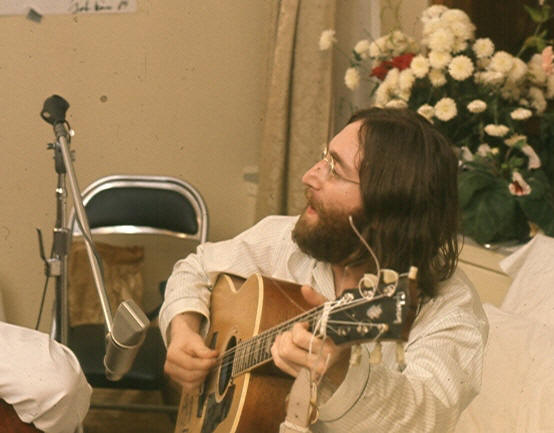
John Lennon répète la chanson Give Peace a Chance avant l'enregistrement.

Leur deuxième « bed-in » doit avoir lieu à New York, mais Lennon n'est pas autorisé à entrer aux États-Unis en raison de sa condamnation pour possession de cannabis en 1968. Le couple décide alors de tenir l'événement à l'hôtel Sheraton Oceanus dans les Bahamas. Cependant, à cause de la chaleur et sur invitation d'Allan Rock, alors président de l'association étudiante de l'Université d'Ottawa, le couple Lennon-Ono décide plutôt de se rendre à Montréal après une seule nuit au Sheraton Oceanus.
Le 26 mai 1969, dès leur arrivée dans la métropole québécoise, Lennon et Ono descendent à l'hôtel Reine Élizabeth où ils occupent les suites 1738, 1740 et 1742, mais c'est dans la chambre 1742 que le lit nuptial est installé. Au cours des huit jours que dure le bed-in de Montréal, Lennon invite entre autres Timothy Leary (pour qui il ébauche sur place une chanson qui deviendra Come Together), Tommy Smothers, Dick Gregory, Petula Clark et Al Capp.
John Lennon écrit les paroles d'une nouvelle chanson sur un carton, puis les invités et les journalistes entonnent l'hymne à la paix Give Peace a Chance, dans la chambre d'hôtel. C'est le montréalais André Perry, faisant office de directeur de l'enregistrement, qui capte l'événement avec un équipement très rudimentaire et huit microphones. N'étant pas satisfait du son, Perry propose à Lennon de remixer la chanson dans son studio. Ayant enregistré Lennon sur une piste solo, Perry demande alors à ses amis de rechanter sur une autre piste pour recréer la foule qu'il y avait dans la chambre d'hôtel. C'est ainsi que l'acoustique de la chanson est améliorée et qu'on peut y entendre des accents québécois.
Muni d'une fausse carte de presse, Allen Radu, un jeune admirateur montréalais alors âgé de 17 ans, arrive à se faufiler dans la chambre 1742 avec son appareil photo. Lennon se rend compte du subterfuge et invite ce jeune téméraire à demeurer parmi eux durant quatre jours. Il réalise plus de 160 clichés inédits, qu'il exposera vingt-cinq ans plus tard au 1000 De La Gauchetière à Montréal.

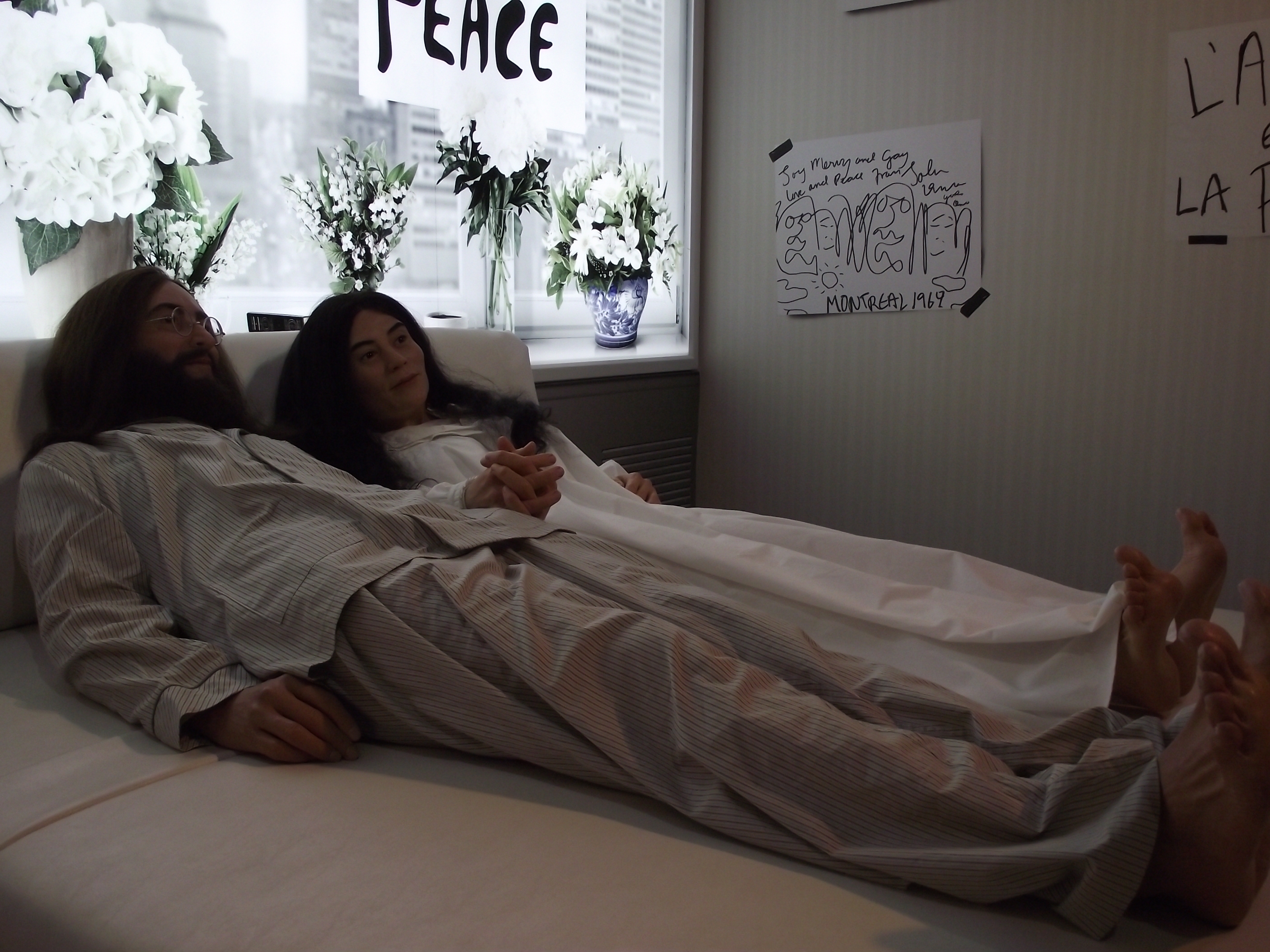
Montréal Bed-in au Musée Grévin Montréal

Gail Renard, également Montréalaise d’origine, a participé à l'âge de 16 ans à ce Bed-in. John Lennon lui a laissé, comme souvenir de l’événement, le manuscrit des paroles de la chanson Give Peace a Chance. Gail Renard, qui réside désormais au Royaume-Uni, a réalisé par la suite, compte tenu du retentissant succès de l’œuvre, qu’elle était détentrice d’un document d’archives exceptionnel. La vente aux enchères du manuscrit chez Christie’s à Londres lui a rapporté quelque 840 000$ canadiens. Ce manuscrit a été mis en vente le 10 juillet 2008.
Le 2 juin 2004, avec la permission de Yōko Ono, plusieurs artistes québécois, dont entre autres, Boom Desjardins, David Usher, Nanette Workman, Jorane, Bruno Pelletier, Michèle Richard, Corneille, les Respectables, enregistrent une nouvelle version de Give Peace a Chance. Les profits du disque et du vidéoclip sont versés à la section canadienne francophone d'Amnesty International,.